# Commodore (Pennsylvania)
Commodore è un census-designated place (CDP) degli Stati Uniti d'America, situato nello stato della Pennsylvania, nella Contea di Indiana.